# Zone de secours Toxandrie
(nl) Hulpverleningszone Toxandria
La zone de secours Toxandrie, en néerlandais hulpverleningszone Taxandria, est l'une des 34 zones de secours de Belgique et l'une des cinq zones de la province d'Anvers.
Elle tient son nom de la Toxandrie, l’appellation romaine (Taxandria) d'une région belge située entre l'Escaut et la Meuse.

## Caractéristiques

### Communes protégées
La zone de secours  couvre les 12 communes suivantes: 
Arendonk, Baerle-Duc, Beerse, Hoogstraten, Kasterlee, Lille, Merksplas, Ravels, Rijkevorsel, Turnhout, Vieux-Turnhout et Vosselaar.

## Casernes
Voir aussi : Liste des services d'incendie belges
La zone se compose de 11 casernes de pompiers appelés postes :
Arendonk, Baerle-Duc, Beerse, Hoogstraten, Kasterlee, Merksplas, Meerle, Ravels, Rijkevorsel, Turnhout et Vosselaar.

### Textes législatifs
- Arrêté royal du 2 février 2009 déterminant la délimitation territoriale des zones de secours (Moniteur belge du 17 février 2009).